# Джонатан Нордботтен
Джонатан Нордботтен (норв. Jonathan Nordbotten) — норвезький гірськолижник, олімпійський медаліст. 
Бронзову олімпійську медаль Нордботтен виборов на Пхьончханській олімпіаді 2018 року в командних змаганнях з паралельного слалому.

## Зовнішні посилання
Досьє на сайті FIS [Архівовано 14 березня 2018 у Wayback Machine.]

## Виноски
1. ↑  Mixed team results